# Elga leptostyla
Elga leptostyla is een libellensoort uit de familie van de korenbouten (Libellulidae), onderorde echte libellen (Anisoptera).
De wetenschappelijke naam Elga leptostyla is voor het eerst geldig gepubliceerd in 1911 door Ris.